# 佛手柑
佛手柑（學名：Citrus medica var. sarcodactylis），或稱佛手果、五指柑、福寿柑和密罗柑，是枸橼的变种，果实在成熟时各心皮分离，形成细长弯曲的果瓣，状如手指，故名佛手。通常應用為中药或園藝观果植物。果皮和叶中含有芳香油。
同属植物香柠檬（Citrus × bergamia）經常被误译为佛手柑，兩者其實是不同物種。

## 生長分佈
常綠小喬木，高 2~3 公尺。為熱帶、亞熱帶植物，喜溫暖濕潤、陽光充足氣候，不耐寒、不耐旱，以雨量充足、冬季無冰凍地區為宜。花期 4~12 月，盛花期 3 次，果期 1~12 月，分期成熟。主產於中國廣西、廣東、四川等地。

## 果實性狀
佛手柑果實外型為卵形或長圓形，頂端分裂如拳狀或張開似指狀，表面黃綠色至橙黃色，粗糙，有許多下凹的點狀油室。

## 起源
佛手柑起於中國、印度等亞洲地區。

## 用途

#### 藥用
佛手的藥用歷史悠久，據藥典記載有疏肝理氣、和胃止痛、燥濕化痰的功效，如：《滇南本草》 （页面存档备份，存于）中記載佛手有補肝暖胃，止嘔吐，消胃寒痰等效用。 現代醫學更是研究證明，佛手柑有抗抑鬱、抗菌、抗炎、抗癌、抗腫瘤、抗衰老、降血壓等作用。

#### 觀賞
臺灣各寺廟喜栽種供觀賞，佛手柑造型常出現在各大廟宇的浮雕上，被視為吉祥與福氣的象徵。採果以盤放置於室內，或藏於依物中，有芳香味。
與桃子、石榴組成【華柱三多】，象徵【多福】【多壽】【多子】。

## 延伸阅读
[在维基数据编辑]
 《欽定古今圖書集成·博物彙編·草木典·佛手部》，出自陈梦雷《古今圖書集成》
 《植物名實圖考·枸櫞》，出自吳其濬《植物名實圖考》

## 外部連結
- 佛手 Foshou （页面存档备份，存于） 藥用植物圖像數據庫 (香港浸會大學中醫藥學院) （中文）（英文）
- 佛手 中藥材圖像數據庫  (香港浸會大學中醫藥學院) （中文）（英文）